# Lojo församling

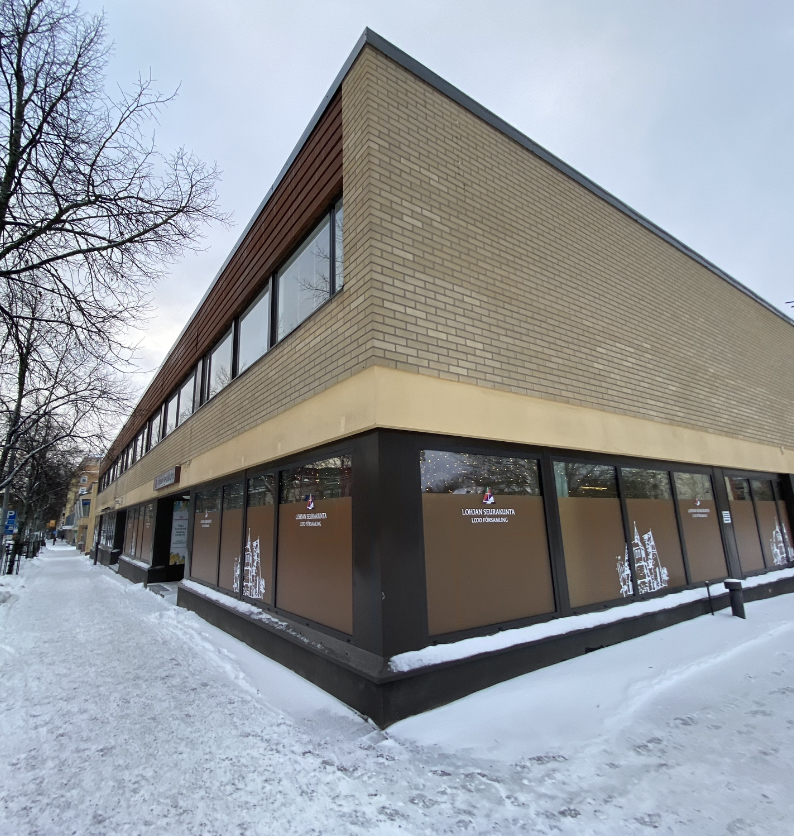
Lojo församlingsbyrå vid Larsgatan.

Lojo församling (på finska: Lohjan seurakunta) är en evangelisk-lutherska församling i Lojo, Nyland. Församlingen har 32 553 medlemmar (2021) varav cirka 1 400 är svenskspråkiga. Lojo församling är officiellt finskspråkigt men församlingen har mycket svensk verksamhet. Lojo församling tillhör Lojo pastorat och Esbo stift. Församlingen fyllde 700 år 2023. Enligt skriftliga källor omnämndes församlingen första gången år 1323. Lojo församlings huvudkyrka är den medeltida Lojo S:t Lars kyrka.
År 2009–2013 bildade Lojo församling och Sammatti församling Lojo kyrkliga samfällighet. Efter inkorporeringar av kommuner år 2013 blev Sammatti församling, Karislojo församling, Nummis församling och Pusula församling områdesförsamlingar till Lojo församling.
Juhani Korte har fungerat som Lojo församlings kyrkoherde sedan 2012. Församlingstidningen Lohkare ges ut fyra gånger per år.

## Kyrkoherdar
Lista över kyrkoherdar i Lojo församling från år 1323:

### Katolsk tid
| Namn               | År        |
| Ingvaldus          | 1323      |
| Peder              | 1382      |
| Olaff              | 1405      |
| Herman Jacobi      | 1430      |
| Jacobus Petri Rödh | 1432–1433 |
| Matthias Laurentii | 1447–1451 |
| Jönes Suupalt      | 1456      |
| Arvidus Jacobi     | 1485      |
| Petrus Benedicti   | 1488–1493 |

### Luthersk tid
| Namn                            | År        |
| Anders                          | 1538      |
| Thomas Gregorii                 | 1549–1559 |
| Jöns Martini                    | 1562–1564 |
| Petrus Nikolai Härkä            | 1565–1579 |
| Thomas Olai                     | 1579–1594 |
| Thomas Simonis                  | 1596–1616 |
| Isaacus Petri Melartopaeus      | 1617–1624 |
| Klas                            | 1624      |
| Matthias Laurentii              | 1624–1636 |
| Sveno Torchilli                 | 1638–1670 |
| Johannes Svenonis Forsenius     | 1670–1675 |
| Gabriel Laurentii Tammelinus    | 1677–1695 |
| Johannes Forsenius              | 1695–1705 |
| Abraham Daniels Juslenius       | 1705–1713 |
| Johan Sennenberg                | 1716–1719 |
| Gregorius Arctopolitanus        | 1720–1745 |
| Abraham Roering                 | 1745–1759 |
| Thomas Pacchalenius             | 1761–1784 |
| Anders Collin                   | 1785–1814 |
| Alexander Lauraeus              | 1815–1832 |
| Carl Henrik Forsman             | 1834–1839 |
| Carl Gustaf von Pfaler          | 1842–1856 |
| Gustaf Fredrik Helsingius       | 1859–1886 |
| Anders Adrian Candolin          | 1888–1901 |
| Adolf Alarik Neovius            | 1902–1913 |
| Emil Alarik Candolin            | 1913–1933 |
| Einar Fredrik Napoleon Candolin | 1935–1950 |
| Akseli Kajanti                  | 1950–1958 |
| Kari Porra                      | 1958–1975 |
| Vilho Haveri                    | 1976–1983 |
| Kaiku Mäenpää                   | 1983–2011 |
| Juhani Korte                    | 2012–     |

## Kyrkor i Lojo församling

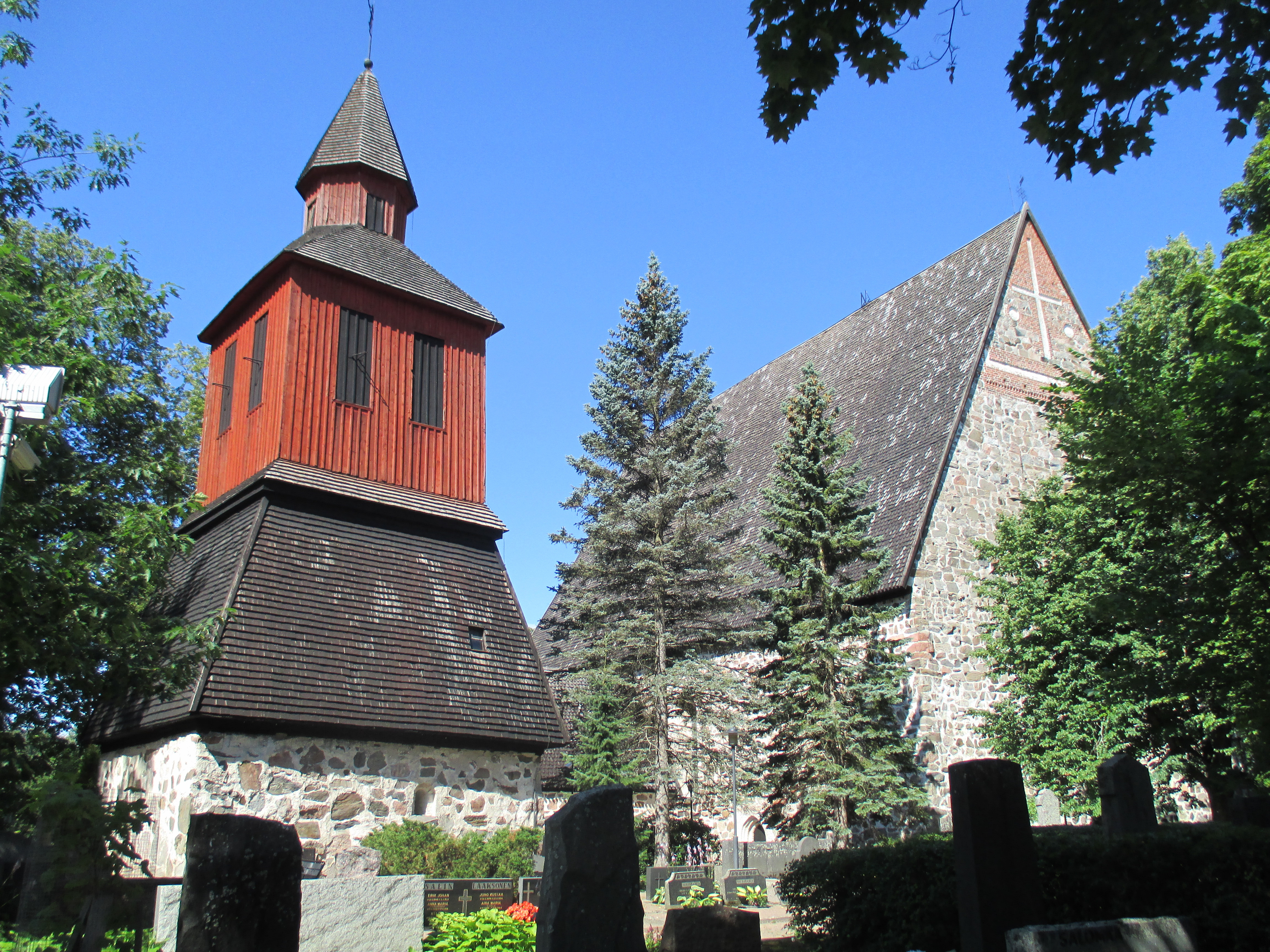
Lojo S.t Lars kyrka

- Lojo S:t Lars kyrka
- Virkby kyrka
- Karislojo kyrka
- Nummis kyrka
- Pusula kyrka
- Kärkölä bykyrka i Pusula
- Sammatti kyrka

## Områdesförsamlingar
- Karislojo områdesförsamling
- Nummis områdesförsamling
- Pusula områdesförsamling
- Sammatti områdesförsamling